# Anarta mendax
Anarta mendax là một loài bướm đêm thuộc họ Noctuidae. Nó được tìm thấy ở tây nam Balkan, Thổ Nhĩ Kỳ, Israel, Liban và Ngoại Kavkaz.
Con trưởng thành bay từ tháng 4 đến tháng 5. Có một lứa một năm.

## Phụ loài
- Anarta mendax mendax
- Anarta mendax occidentalis
- Anarta mendax phoenicica